# Развязывание
Развязывание фигуры в шахматной композиции, тактический приём, используемый в задаче и этюде. Заключается в освобождении фигуры из-под связки. Может служить темой задачи.
Различают прямое развязывание фигуры - когда связывающая фигура сама уходит с линии связки, и косвенное, осуществляемое путём перекрытия линии связки другой фигурой. Прямое развязывание белой фигуры разрабатывалось проблемистами стратегической школы, в особенности Эллерманом. Поэтому развязывание белой фигуры, как тема, иногда называется эллермановское развязывание.